# Teresin (Powiat Sochaczewski)
Teresin ist ein Dorf sowie Sitz der gleichnamigen Landgemeinde im Powiat Sochaczewski der Woiwodschaft Masowien, Polen.

## Geografie
Die Gemeinde Teresin liegt im südöstlichen Teil des Powiat Sochaczewski und im westlichen Teil der Woiwodschaft Masowien. Sie ist eine Landwirtschafts- und Industriegemeinde, die etwa 40 km westlich von der polnischen  Hauptstadt Warschau liegt. Sie liegt an der Nationalstraße Nr. 92. Durch die Gemeinde führt eine Eisenbahnstrecke, die Westeuropa mit den baltischen Staaten und Russland verbindet. In der Nähe der Gemeinde, ca. 16 km entfernt, verläuft eine Autobahn, die Berlin mit Moskau verbindet.

## Gemeinde
Zur Landgemeinde Teresin gehören folgende Ortschaften mit einem Schulzenamt:
Budki Piaseckie
Dębówka
Elżbietów
Gaj
Granice
Izbiska
Lisice
Ludwików
Maszna
Maurycew
Mikołajew
Nowa Piasecznica
Nowe Gnatowice
Nowe Paski
Paprotnia
Pawłowice
Pawłówek
Seroki-Parcela
Seroki-Wieś
Skrzelew
Stare Paski
Szymanów
Teresin
Teresin-Gaj
Topołowa
Witoldów
Weitere Orte der Gemeinde sind Kawęczyn, Skotniki und Strugi.